# República Checa nos Jogos Paralímpicos de Verão de 2012
A República Checa foi um dos participantes dos Jogos Paralímpicos de Verão de 2012, na cidade de Londres, no Reino Unido.

## Medalhistas
| Atleta      | Esporte | Evento                         | Medalha |
| ----------- | ------- | ------------------------------ | ------- |
| Jan Povysil | Natação | 50 metros livre masculino - S4 | Bronze  |

## Desempenho

### Natação
Masculino
| Atletas         | Evento                | Preliminares | Preliminares | Final       | Final       |
| Atletas         | Evento                | Marca        | Posição      | Marca       | Posição     |
| --------------- | --------------------- | ------------ | ------------ | ----------- | ----------- |
| Jan Povysil     | 50 metros livre - S4  | 40s65 Q      | 7º           | 39s47       |             |
| Arnost Petracek | 50 metros livre - S4  | 43s12        | 10º          | Não avançou | Não avançou |
| Filip Coufal    | 50 metros livre - S10 | 26s18        | 15º          | Não avançou | Não avançou |
| Arnost Petracek | 100 metros livre - S4 | 1min36s66    | 10º          | Não avançou | Não avançou |
| Jan Povysil     | 100 metros livre - S4 | 1min29s55 Q  | 7º           | 1min28s39   | 7º          |

Feminino
| Atletas            | Evento                   | Preliminares | Preliminares | Final       | Final       |
| Atletas            | Evento                   | Marca        | Posição      | Marca       | Posição     |
| ------------------ | ------------------------ | ------------ | ------------ | ----------- | ----------- |
| Lenka Zahradnikova | 200 metros medley - SM12 | 3min00s19    | 11º          | Não avançou | Não avançou |
| Nicole Frycova     | 200 metros medley - SM12 | 3min04s92    | 13º          | Não avançou | Não avançou |